# وادامارادچی
وادامارادچی (به لاتین: Vadamaradchi North Divisional Secretariat) یک منطقهٔ مسکونی در سری‌لانکا است که در ناحیه جفنا واقع شده‌است.